# Denis Zakaria
Denis Zakaria (Kinshasa, 20 de novembre de 1996) és un futbolista congolès nacionalitzat suís que juga en la demarcació de migcampista per l'AS Monaco.

## Internacional
Va fer el seu debut amb la selecció de futbol de Suïssa el 28 de maig de 2016 en un partit amistós contra Bèlgica en el Stade de Genève que va finalitzar amb un resultat d'1-2 a favor del combinat belga després dels gols de Blerim Džemaili per a Suïssa, i de Romelu Lukaku i Kevin De Bruyne per a Bèlgica.

## Clubs
| Club           | País   | Any         | Partits | Gols |
| -------------- | ------ | ----------- | ------- | ---- |
| Servette FC    | Suïssa | 2013 - 2015 | 6       | 2    |
| BSC Young Boys | Suïssa | 2014 - 2015 | 33      | 1    |